# Владилен Попов
Владилен Тодоров Попов е български шахматист, треньор, журналист и шахматен анализатор. ЕЛО рейтингът му е 2260.
Попов е шампион на България по шахмат през 1959 г. По-късно става треньор. Той е водач и анализатор на отбора по шахмат за жени на олимпиадата в Меделин, Колумбия през 1974 г., когато българките печелят бронзови медали.
Завършва английската гимназия в Ловеч и английска филология в Софийския университет. Коментатор в Българската национална телевизия от 1969 г. в продължение на 23 години.